# گروه کر شهر تهران

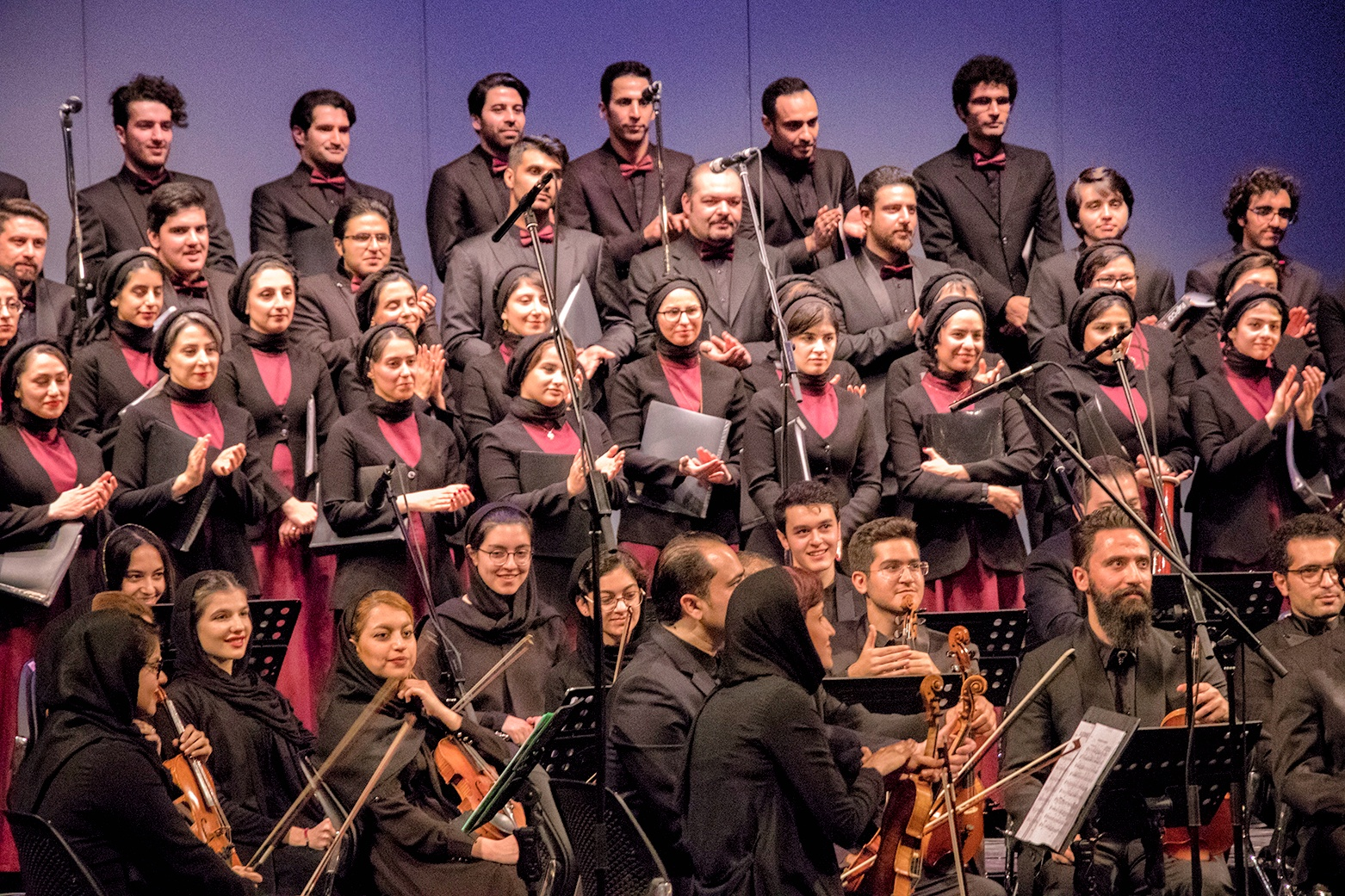
گروه کر شهر تهران، اجرا در تالار وحدت، سال ۱۳۹۷

گروه کر شهر تهران در سال ۱۳۷۸ توسط مهدی قاسمی تشکیل شد. این گروه تا کنون بیش از ۲۶ کنسرت برگزار نموده و در جشنواره‌های بین‌المللی موسیقی فجر شرکت داشته است. رپرتوار این گروه را قطعاتی از دوران باروک تا معاصر، موسیقی محلی ایران، آثار آهنگسازان معاصر ایرانی، موسیقی فیلم، و همچنین موسیقی Jazz تشکیل می‌دهد.

## تاریخچه
در دی ماه ۱۳۷۸ از بیش از صد نفر علاقمند آماتور ثبت نام به عمل آمد و در طی شش ماه آموزش فشرده، نهایتاً حدود چهل نفر بعنوان اعضای گروه پذیرفته و مشغول تمرین قطعات شدند. نخستین کنسرت عمومی این گروه در دی ماه ۱۳۷۹، با اجرای ۱۷ قطعه از آرکادل تا گرشوین و همچنین قطعات محلی ایرانی در فرهنگسرای بهمن به روی صحنه رفت.
در تابستان ۱۳۸۱ از صدها جوان علاقمند آزمون ورودی به عمل آمد و به دنبال آن ۱۲ کلاس آموزشی به‌طور همزمان در فرهنگسرای بهمن و فرهنگسرای هنر (ارسباران) آغاز به کار نمودند.
در زمستان ۱۳۸۱ این نخستین کنسرت تجربی گروه بزرگ با بیش از ۲۵۰ خواننده در تالار آوینی فرهنگسرای بهمن اجرا شد. نخستین کنسرت رسمی این گروه که از آن پس بعنوان «گروه کر شهر تهران» نامیده شد، در مهرماه ۱۳۸۲ با بیش از ۱۵۰ خواننده به روی صحنه رفت. هفت قسمت از کارمینا بورانا اثر کارل ارف برای اولین بار پس از انقلاب در این کنسرت به اجرا گذاشته شد.
از پاییز سال ۱۳۸۴ تمرینات این گروه در محل آموزشگاه موسیقی پارت انجام شد. در این دوره علاوه بر اجرای قطعات موسیقی کلاسیک، کنسرت‌های متفاوتی نظیر موسیقی آذری به همراهی گروه آیدا و همچنین موسیقی Jazz و لاتین به اجرا درآمد.